# Изборен кодекс 2011
Изборният кодекс на Република България е нормативен акт, който урежда провеждането на всички видове избори в страната. Действа от 28 януари 2011 до 5 март 2014 г., когато влиза в сила следващият изборен кодекс.
Кодексът отменя действащите преди това Закон за избор на народните представители , Закона за избиране на президент и вицепрезидент на републиката  (ЗИПВР), Закона за избиране на членове на Европейския парламент от Република България  (ЗИЧЕПРБ) и Закона за местните избори  (ЗМИ). По този начин цялото изборно законодателство на България е събрано в един-единствен нормативен акт и са определени общи правила при провеждането на различните видове избори.
С него се внасят някои изменения в Закона за административно-териториалното устройство на Република България (ЗАТУРБ), като се увеличава броят на необходимите жители за формиране на кметство. Това води до по-малък брой кметства в страната, в които се избират кметове. Променя се и Законът за местното самоуправление и местната администрация  (ЗМСМА), като кметовете на райони в Столичната община и в градовете с районно деление (Пловдив и Варна) вече не се избират пряко от народа, а се избират от членовете на общинския съвет по предложение на кмета на общината, в чиято територия попада кметството.

## Видове избори
Изборният кодекс предвижда 4 вида избори, които се провеждат в България, както следва:
| № | Вид избор                        | Избира се                                                                | Система                                                         | Листи                                 | Насрочва се от   | мандат | последно |
| 1 | Народни представители            | 240 народни представители                                                | Пропорционална + мажоритарна (2009 г.) Пропорционална (2013 г.) | Многомандатни райони                  | Президента       | 4 г.   | 2013 г.  |
| 2 | Президент и вицепрезидент        | Президент и вицепрезидент                                                | Мажоритарна                                                     | Национална листа                      | Народно събрание | 5 г.   | 2011 г.  |
| 3 | Членове на Европейския парламент | 17/18 ЧЕП от общо 736                                                    | Пропорционална                                                  | Национална листа                      | Президента       | 5 г.   | 2009 г.  |
| 4 | Общински съветници и кметове     | 264 Общински съвета 264 кметове на общини Около 2000 кметове на кметства | Пропорционална за общинските съветници Мажоритарна за кметовете | Локални листи в общините и кметствата | Президента       | 4 г.   | 2011 г.  |